# Dòng suối trinh nữ
Dòng suối trinh nữ (tiếng Thụy Điển: Jungfrukällan) là một bộ phim tâm lý do Ingmar Bergman đạo diễn, trình chiếu lần đầu năm 1960.
Truyện phim phỏng theo bài ca dao Thụy Điển Đứa con gái của lão Töres ở Wänge (Töres döttrar i Wänge) xuất hiện vào khoảng thế kỷ XIII, kể về cuộc trả thù tàn nhẫn của một người cha cho đứa con gái của mình vốn bị những kẻ lang thang hiếp dâm và giết chết. Câu truyện ẩn chứa những ngờ vực về đạo đức, công lý và niềm tin tông giáo, ngay khi bộ phim được phát hành thậm chí đã gây tranh cãi vì cảnh hiếp dâm bàng hoàng.

## Nội dung
Karin, con gái của một tiều phu giàu có, trong một lần băng qua rừng để đến nhà thờ, con hầu Ingeri của cô lạc đường và bị một gã chột sống ở bìa rừng cưỡng dâm. Cô sợ hãi mau chóng lẩn ra khỏi rừng, nhưng tình cờ gặp ba anh em chăn dê mời cùng ăn trưa. Hai người anh đã đè Karin ra hiếp dâm rồi sát hại, trong sự chứng kiến của Ingeri ở cách đó không xa. 

## Diễn viên
- Max von Sydow... Töre
- Birgitta Valberg... Märeta
- Gunnel Lindblom... Ingeri
- Birgitta Pettersson... Karin
- Axel Düberg... Mục phu gầy
- Tor Isedal... Mục phu câm
- Ove Porath... Mục đồng
- Allan Edwall... Người hành khất
- Axel Slangus... Người giữ cầu
- Gudrun Brost... Frida
- Oscar Ljung... Simon

## Vinh danh
Dòng suối trinh nữ is among Bergman's most controversial works due to its subject matter, and was not universally praised upon release. In a 1960 review, Bosley Crowther wrote, "Mr. Bergman has stocked it with scenes of brutality that, for sheer unrestrained realism, may leave one sickened and stunned. As much as they may contribute to the forcefulness of the theme, they tend to disturb the senses out of proportion to the dramatic good they do." In the following decades, however, Dòng suối trinh nữ grew in stature. The aggregation site They Shoot Pictures, Don't They has found it to be the 639th most acclaimed film ever made. Rotten Tomatoes, a review aggregator, also reports 94% approval among 16 surveyed critics, with an average rating of 8.1/10.
Dòng suối trinh nữ won the following awards:
- Phim nói tiếng nước ngoài hay nhất 1961
- A Special Mention for Ingmar Bergman in the Liên hoan phim Cannes 1960
- Golden Globe Award for Best Foreign Language Film-1961 (tie with La Vérité)
- Kinema Junpo Award for Best Foreign Language Film and Foreign Film Director (Ingmar Bergman)-1962

It was also nominated for the following categories:
- Golden Palm at the 1960 Cannes Film Festival[6]
- Best Costume Design, Black & White- 1961 Academy Awards